# Сальтшёбаденская обсерватория
Сальтшёбаденская обсерватория — астрономическая обсерватория, основанная в 1929 году в Сальтшёбаден, Швеция. Является преемницей Стокгольмской обсерватории.

## Руководители обсерватории
- Бертиль Линдблад — основатель и первый руководитель новой обсерватории

## История обсерватории
Обсерватория была основана в конце 1920-х годов в результате морального устаревания первой Стокгольмской обсерватории и роста засветки. Были выделены частные средства на строительство новой обсерватории при условии, что она будет носить старое название «Стокгольмская обсерватория». Строительство началось в 1929 году. Обсерватория была торжественно открыта 5 июня 1931 года в присутствии короля Густава V в качестве почётного гостя. В 2001 году Стокгольмская обсерватория переехала в научный центр Альбанова (Albanova). В настоящее время в Сальтшёбаденской обсерватории расположены: научный центр Kunskapsskolan, Kunskapsskolan Saltsjobaden и школьная обсерватория. С 1964 года обсерватория сотрудничает с Стокгольмским клубом любителей астрономии.

## Инструменты обсерватории
- двойной рефрактор
- телескоп-рефлектор
- астрограф
- Цейсс

## Направления исследований
- Астрометрия

## Основные достижения
- В 2000 году открыт астероид (36614) Салтис, названный в честь города Сальтшёбадене

## Известные сотрудники
- Леду, Поль